# KS Eve-nement Zakopane
KS Eve-nement Zakopane – polski klub narciarski założony w 2014 roku przez skoczka Kamila Stocha.

## Historia
Pomysłodawczynią założenia klubu narciarskiego dla dzieci i młodych skoczków była Ewa Bilan-Stoch. Szkółka miała funkcjonować na wzór podobnych polskich instytucji stworzonych dla młodych piłkarzy czy tenisistów. Pierwszym prezesem została pomysłodawczyni. Klub ma swoją siedzibę w Zakopanem. Pierwszy raz skoczkowie wystąpili w barwach nowego klubu podczas Letnich Mistrzostw Polski w Szczyrku w październiku 2014 roku. Trenerami są Andrzej Zarycki i Krzysztof Miętus. W 2018 klub był jednym z organizatorów Pucharu Tatr – zawodów w skokach narciarskich dla młodzików i juniorów.

## Skoczkowie narciarscy
Zawodnikami KS Eve-nement Zakopane są między innymi Kamil Stoch, Dawid Kubacki i Stefan Hula.